# Pulse (film)
Pulse is een Amerikaanse horrorfilm onder regie van Jim Sonzero die uitkwam op 11 augustus 2006. De productie is gebaseerd op de Japanse horrorfilm Kairo van regisseur Kiyoshi Kuosawa, die internationaal ook als Pulse werd uitgebracht.
Sonzero's versie van Pulse werd genomineerd voor een Golden Trailer Award voor beste horrorfilm.

## Verhaal
Douglas Zieglar heeft een dodelijk computervirus ontworpen, ieder die dat virus opent en bekijkt verliest elke vorm van levenslust, tot zelfmoord de enige optie is. Dex en Mattie vrienden zijn al slachtoffer geworden van dit bovennatuurlijk virus. De enige optie die ze overhouden is de ontwerper van het virus, Zieglar, een bezoekje te brengen. Als ze in zijn appartement binnenstormen is alles afgeplakt met rode tape, dit schijnt het enige te zijn waar ze niet doorheen kunnen dringen. Zieglar vertelt dat hij bij een project een frequentie heeft gevonden waarvan niemand wist dat het bestond, het zou een deur zijn naar een andere wereld. Hij vertelt ze dat de mainserver zich op de benedenverdieping bevindt.
Zodra ze daar zijn sluit Dex de main server af, deze herstart zich echter weer. De enige optie die overblijft is vluchten naar 'safe (veilige)' zone's. Dit zijn plekken op aarde die geen invloed hebben van de hedendaagse technologie, dus er is geen internet(ontvangst), (mobiele) telefoon(ontvangst), of televisie. De film eindigt op het moment dat ze een 'veilig' militair kamp binnenrijden.

## Rolverdeling
| Spelers          | Spelers           | Spelers |
| Rol              | Acteur            |         |
| ---------------- | ----------------- | ------- |
| Mattie Webber    | Kristen Bell      |         |
| Isabelle Fuentes | Christina Milian  |         |
| Dexter McCarthy  | Ian Somerhalder   |         |
| Stone            | Rick Gonzalez     |         |
| Janelle          | Riki Lindhome     |         |
| Tim Steinberg    | Samm Levine       |         |
| Josh             | Jonathan Tucker   |         |
| Webcam Man       | Carlos A. Alvarez |         |
| Uber Phantom     | Joseph Gatt       |         |
| Huisbaas         | Octavia Spencer   |         |
| Thin Bookish Guy | Brad Dourif       |         |

## Citaten
- "You are now infected." (Je bent nu geïnfecteerd.)
- "There are some frequencies we were never meant to find." (Er zijn frequenties die we nooit hadden mogen vinden.)
- "Do you want to meet a ghost?" (Wil je een geest ontmoeten?)
- "Your Life disconnects here" (De connectie met je leven wordt hier verbroken.)
- "Technology can be SCARY.." (Technologie kan best eng zijn...)